# Dyckia velascana
Dyckia velascana är en gräsväxtart som beskrevs av Carl Christian Mez. Dyckia velascana ingår i släktet Dyckia och familjen Bromeliaceae. Inga underarter finns listade i Catalogue of Life.

## Bildgalleri

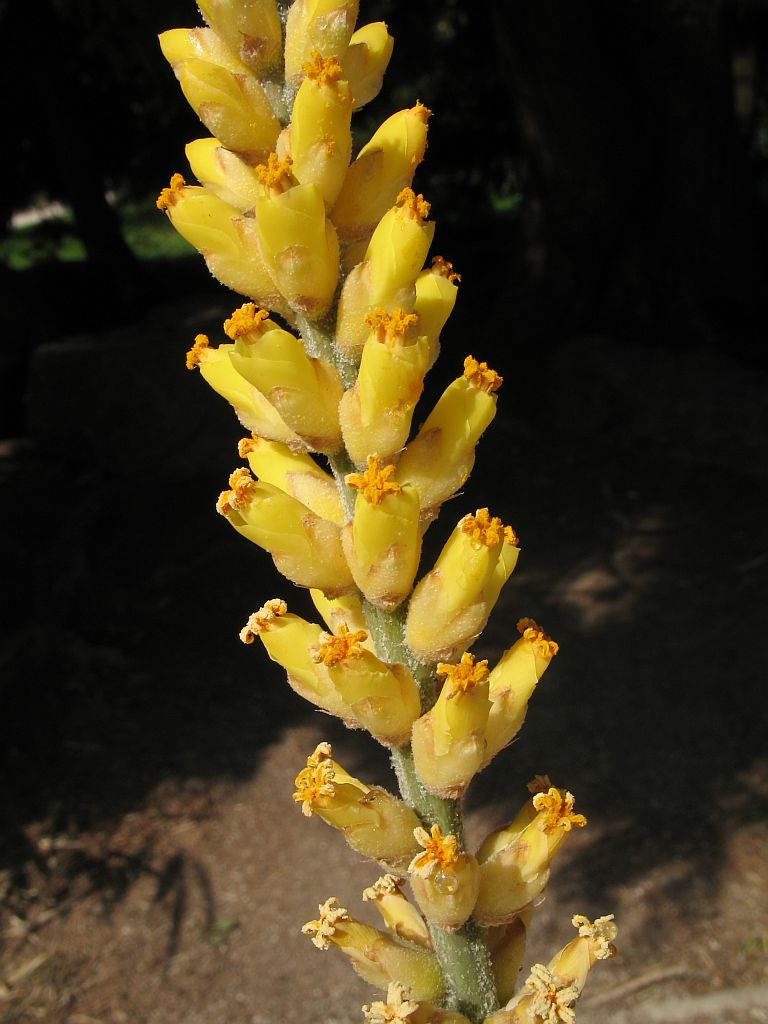
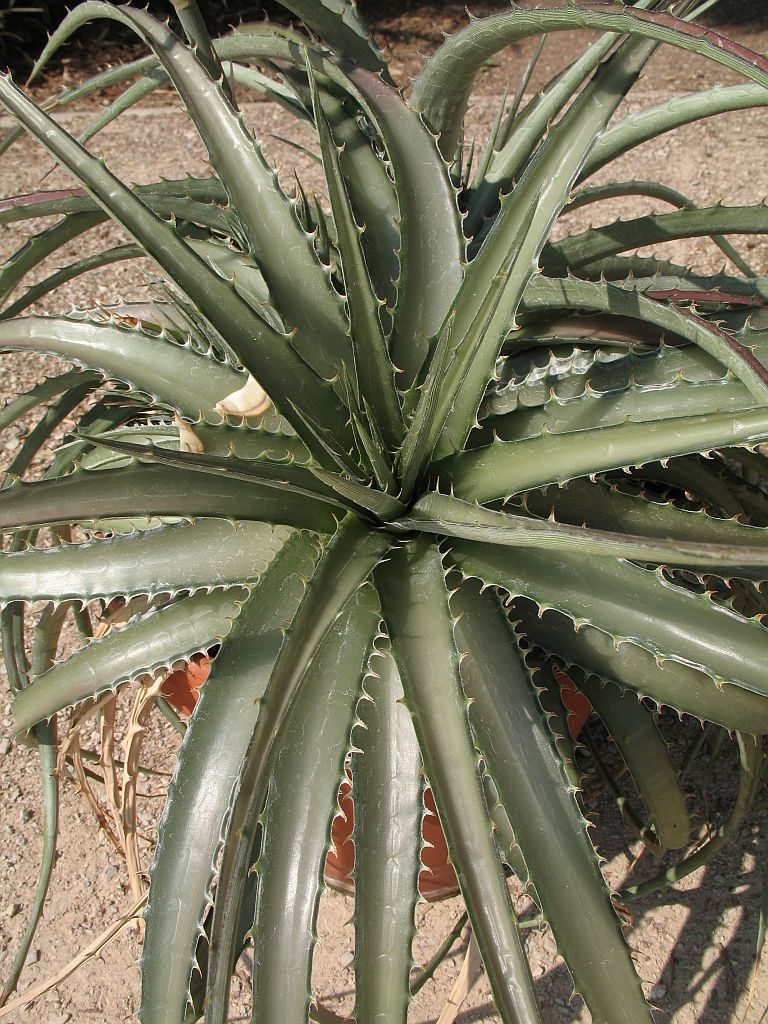
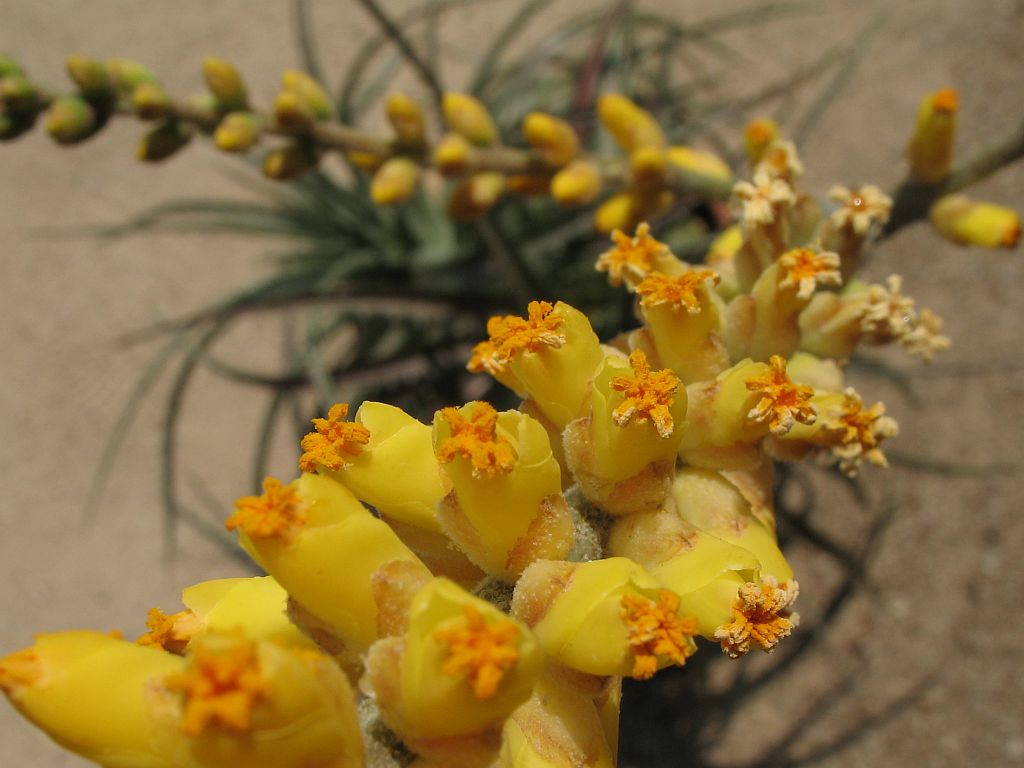
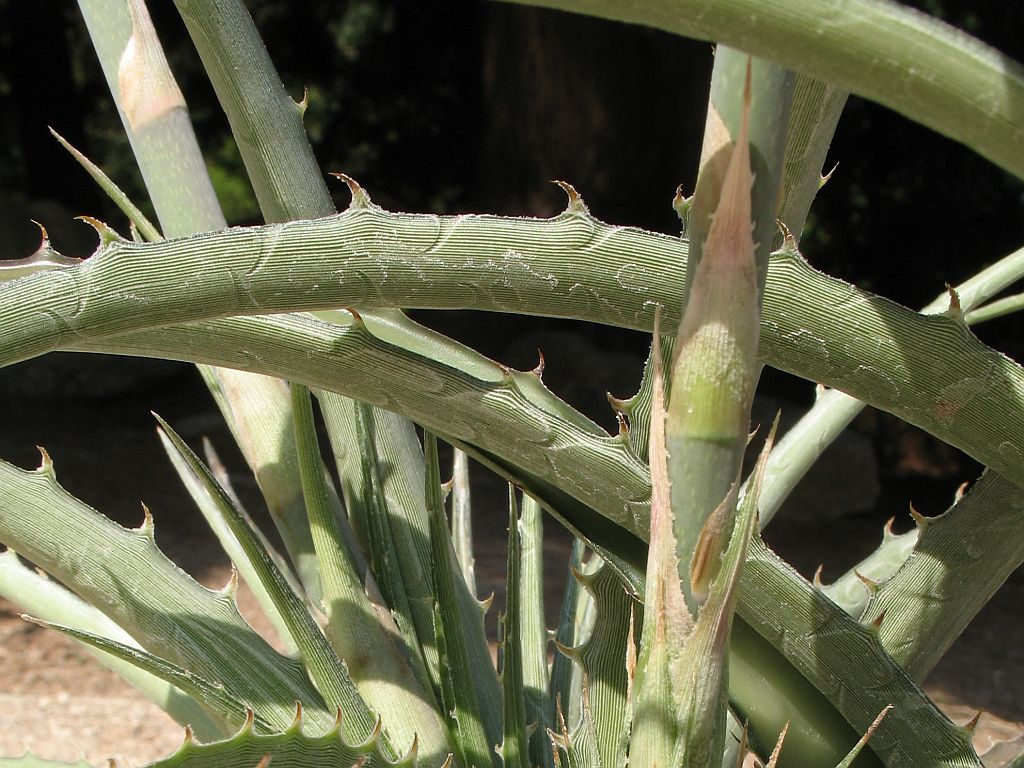